# 劉崧駿
劉崧駿，字洛生，號聽襄，浙江仁和人。清朝政治人物。

## 生平
崧駿於道光二十七年（1847年）中丁未科二甲進士，選庶吉士，未及散館即以軍功賞候選道。